# فهد حریری

فهاد حریری در ۲۰۲۱

فهد رفیق حریری (عربی: فهد رفيق الحريري، انگلیسی: Fahd Rafic Al-Hariri؛ زاده ۱۹۸۰) کارآفرین و سرمایه‌دار اهل لبنان است. او پسر کوچک رفیق حریری نخست‌وزیر سابق لبنان است.